# Dean Karnazes
Dean Karnazes, nato Constantine Karnazes (Inglewood, 23 agosto 1962), è un ultramaratoneta statunitense.

## Generalità
Considerato, nel 2005, dalla rivista Time's Magazine una delle 100 persone più influenti al mondo; dalla rivista Men's Fitness come uno degli sportivi più in forma; dalla rivista Sports Illustrated for Women lo sportivo più sexy, Dean Karnazes è soprattutto noto per aver compiuto imprese sportive estreme nel campo dell'ultratrail, su distanze cioè che generalmente superano i canonici 42,195 chilometri della maratona e si svolgono in ambienti naturali e difficili, spesso molto impegnativi, in condizioni di auto o semi-sufficienza alimentare.
Dean Karnazes, laureato in economia e impiegato in una società, ha pubblicato nel 2005 un libro autobiografico nel quale ripercorre le tappe fondamentali della sua vita come uomo e come atleta, narrando più in dettaglio gli eventi che lo hanno visto impegnato in alcune delle più ardue competizioni, quali la prestigiosa Western States Endurance Run, competizione di circa 161 Km con un dislivello positivo complessivo di circa 5500 metri fra le cime della Sierra Nevada in California; la difficilissima Badwater Ultramarathon, competizione di 217 Km che attraversa la Death Valley con temperature che possono superare i 50 °C; la prima maratona al Polo Sud (3355 metri di quota); e altre ancora. Il testo, in quell'anno, è stato uno fra i più venduti al mondo nel settore dello sport, raggiungendo la settima posizione.

## Biografia
(Karnazes 2006, p. 92)
Nel suo primo libro, Ultramarathon Man, Dean Karnazes narra che dopo aver praticato con passione corsa campestre negli anni del liceo, smise in seguito a un disappunto col suo nuovo allenatore di corsa su pista, e non corse più per quindici anni. In questo periodo completò gli studi laureandosi, cominciò a lavorare nel settore del marketing per una grossa compagnia farmaceutica e si sposò. Conduceva così una vita ordinaria della quale non era però soddisfatto. Il giorno del suo trentesimo compleanno accadde qualcosa che lo cambiò per sempre.
Egli racconta che stava trascorrendo la serata festeggiando con alcuni amici in un night-club di San Francisco, dove viveva, bevendo fino al punto di ritrovarsi ubriaco e depresso. Uscì dall'ingresso di servizio, tornò a casa, indossò un vecchio paio di scarpe da ginnastica, e in boxer e maglietta intima cominciò a correre nella notte inoltrandosi verso la Silicon Valley. Fu così che si trovò a percorrere 48 chilometri.
In seguito Karnazes cominciò ad allenarsi, correndo prevalentemente di notte per conciliare i suoi impegni lavorativi e familiari, seguendo una tabella di 16 chilometri al giorno per sei giorni la settimana. Puntò alla Western States Endurance Run, gara cui partecipò, per la prima volta, nel 1994, dopo essersi qualificato completando una competizione di 80 chilometri in 8h27'. Dean Karnazes completò così la sua prima WS100 giungendo quindicesimo su 379 concorrenti col tempo di 21h01'14''. L'anno successivo partecipò alla Badwater Ultramarathon ma non riuscì a completarla. Nel 1996 ritentò completando l'impresa. Dean Karnazes ha preso parte più volte a questa gara, una delle più estreme nel panorama delle ultratrail, riuscendo a vincerla nel 2004.
Nel 2002, insieme ad altri cinque concorrenti, partecipò alla prima maratona in Antartide, con arrivo al Polo Sud.
Nel 2006 completò 50 maratone, una al giorno per 50 giorni, in 50 stati diversi degli USA, correndo l'ultima il 5 novembre 2006, la maratona di New York, in 3h00'30''.
Dean Karnazes è padre di due figli, e la sua famiglia, compresi i genitori, lo ha sempre sostenuto e supportato nelle sue imprese. Il suo impegno nella corsa è anche finalizzato a motivare la gente al movimento fisico. Ha partecipato, con questo intento, a varie trasmissioni e convegni.

## Palmarès
- 2000
  - Campione mondiale Outodoor IAAF[10]
- 2004
  - Badwater Ultramarathon, I posto in 27h22'48"
  - 24 ore su pedana: 238 Km[11]
- 2005
  - 560 km in 80h44' senza interruzioni[12]
- 2006
  - Vermont Trail 100 Mile Endurance Run, I posto
- 2008
  - 4 Deserts Race Series, I posto
- 2011
  - Distanza di 4800 km: da Disneyland a New York City in 75 giorni

## Libri pubblicati
- Dean Karnazes, Ultramarathon Man: Confessions of an All-Night Runner, Tarcher/Penguin, 2006. ISBN 978-1-58542-278-4
- Dean Karnazes (con Matt Fitzgerald), 50/50: Secrets I Learned Running 50 Marathons in 50 Days, Grand Central Publishing, 2009. ISBN 978-0-446-58184-4
- Dean Karnazes, Run: 26.2 Stories of Blisters and Bliss, Rodale, 2011. ISBN 978-1-60529-279-3